# کوهستان امی
کوهستان امی با ارتفاع ۳۰۹۹ متر (۱۰۱۶۷ فوت) در استان سیچوان چین است.کوهستان امی به دلیل داشتن گونه‌های گیاهی متنوع اش و وجود بودای بزرگ لشان در آن شناخته شده‌است. این منطقه در سال ۱۹۹۶ به به عنوان مکانی طبیعی و فرهنگی در میراث جهانی یونسکو به ثبت رسید.